# Die Versteigerung von No. 49
Die Versteigerung von No. 49, englischer Originaltitel The Crying of Lot 49, ist ein 1966 erschienener Roman des amerikanischen Schriftstellers Thomas Pynchon (* 1937). Er gilt als eines der Hauptwerke der amerikanischen Postmoderne.

## Inhalt
Im Umfang eher schmal, schildert das Buch die Geschichte von Oedipa Maas, die von ihrem ehemaligen Liebhaber Pierce Inverarity als Testamentsvollstreckerin eingesetzt worden ist. Inverarity hatte überwiegend durch Grundstücksspekulation ein beträchtliches Vermögen angesammelt und bei seinem Tod ungeachtet seiner ebenso beträchtlichen Verluste genügend Geld hinterlassen, dass es sich lohnt, seinen zahlreichen Investitionen nachzuspüren.
Oedipa war Inverarity in Mexiko-Stadt begegnet, bevor sie den Disk-Jockey Wendell, genannt Mucho Maas, aus San Francisco kennenlernte und heiratete. Vor seinem Tode hatte Inverarity ihr in einem nächtlichen Telefonat a little visit from the shadow (S. 11) angekündigt. Inverarity wird nun für Oedipa zum „Schatten“, als sie sich nach San Narciso, einer Ansiedlung in Kalifornien, begibt, um dessen Erbe aufzuschlüsseln und sein Testament zu vollstrecken.
In dieser Funktion als Nachlassverwalterin gerät Oedipa Maas auf die Suche nach einer mysteriösen Geheimorganisation, der Tristero, die das alternative Kommunikationsnetz WASTE (ein Akronym für engl. We Await Silent Tristero's Empire) betreibt. Tristero ging offenbar bereits vor Jahrhunderten aus einem Kampf gegen das Postmonopol von Thurn und Taxis hervor und schuf auch in Amerika ein Netzwerk, das das Monopol der U.S. Post unterwandern konnte. So entdeckt Oedipa Maas auf einem Streifzug durch San Francisco „Briefkästen“ und Annoncen, auf denen ein gedämpftes Posthorn prangt – das mutmaßliche Symbol des WASTE.
Mit jedem Hinweis, den Oedipa findet, stellt sich jedoch zunehmend die Frage, ob Inverarity nur falsche Fährten gelegt hat, um Oedipa in den Wahnsinn zu treiben. Die Frage, ob Tristero tatsächlich existiert, bleibt für Oedipa Maas wie für den Leser unbeantwortet. In der Erwartung, dass ein Bieter von Tristero bei der Versteigerung von Pierces Briefmarkensammlung, dem Aufgebot mit der Auktionsnummer 49, auftauchen werde, betritt sie den Auktionssaal. Der Roman endet aber abrupt mit dem Aufruf für Objekt 49.

## Interpretationsansatz
In The Crying of Lot 49 taucht der bereits aus Pynchons Erstlingsroman V. bekannte Yoyodyne-Konzern wieder mit einer Fabrik als Zentrum San Narcisos auf. In Analogie zu San Francisco, einem weiteren wesentlichen Handlungsort des Romans, hatte diese neue kalifornische Ansiedlung ihren Namen von dem in sein Spiegelbild verliebten Narziß erhalten.
Die Bemühungen um die Entschlüsselung des Erbes von Inverarity werden für die Protagonistin Oedipa, aus deren Perspektive das Geschehen wiedergegeben wird, zu einem verzweifelten Versuch, sich selbst zu entschlüsseln. Ihr Name verweist auf Sophokles’ tragischen Helden Ödipus, der ohne Rücksicht auf sich selbst nach der Wahrheit sucht, während der Name ihres verstorbenen Liebhabers Inverarity, in mehrdeutiger Beziehung zur Wahrheit steht.
In Mexiko-Stadt war der Protagonistin zuvor in einer Ausstellung von surrealistischen Gemälden der Exilspanierin Remedios Varo das Bild mit dem Titel Bordando el Manto Terrestre besonders aufgefallen. Dieses Gemälde zeigt „eine Reihe zerbrechlicher Mädchen mit herzförmigen Gesichtern als Gefangene in dem obersten Raum eines runden Turms, die eine Art von Wandbildteppich verzieren, der aus den Fensterschlitzen in eine Leere hinausfällt und hoffnungslos die Leere füllt“ (a number of frail girls with heart-shaped faces … prisoners in the top room of a circular tower which spilled out the slit windows and into a void, seeking hopelessly to fill the void S. 21). Der Gobelin enthielt zudem „all die anderen Gebäude und Lebewesen, all die Wellen, Schiffe und Wälder der Erde … und war die Welt“ (all the other buildings and creatures, all the waves, ships and forests of the earth were contained in this tapestry, and the tapestry was the world, S. 21).
Angesichts dieses Gemäldes wird Oedipa sich ihrer eigenen Situation bewusst, dass nämlich „alles worauf sie steht, nur einige Tausend Meilen entfernt zusammengewoben war in ihrem eigenen Turm, … nur zufällig als Mexiko bekannt, und so hatte Pierce sie aus dem Nichts geholt, es gab kein Entkommen“ („what she stood on had only been woven together a couple of thousand miles away in her own tower, … only by accident known as Mexico, there‘s been no escape“, S. 21 f.)
Oedipa realisiert, „dass ihr Turm, seine Höhe und Architektur, wie ihr Ego nur zufällig existieren: das, was sie wirklich hält, wo sie ist, ist Magie, anonym und bösartig … aus überhaupt keinem Grund“; sie kann „auf Aberglauben zurückfallen oder ein nützliches Hobby ergreifen, oder verrückt werden, oder einen Disk-Jockey heiraten“ (her tower, its height and architecture, are like her ego only incidental: that what really keeps her where she is is magic, anonymous and malignant … for no reason at all, S. 21 f.).
Das metaphorische Vorzeichen dieses Bildes der Welt als einem von ihr selbst geknüpften Teppich verweist darauf, dass Oedipas Versuch, Ordnung in das Erbe ihres früheren Liebhabers zu bringen, einen Versuch darstellt, „Ordnung in ihre eigene Welt zu bringen und sich selbst zu bestimmen“.
Der Name WASTE mit einer chiffrierten Anschrift fällt ihr in der Toilette eines Lokals auf, in dem auch die Beschäftigten von Yoyodyne verkehren. Die Anschrift wird von dem Zeichen eines durch einen zweiten Trichter erweiterten Posthorns (einer Kombination des Zeichens der Post und des Taubstummseins, S. 52) begleitet. In diesem Zusammenhang stößt Oedipa auf das „Tristero System“, wie sie es bezeichnet. Sie begegnet danach diesem Zeichen in unterschiedlichen Zusammenhängen, insbesondere im Text einer elisabethanischen Rachetragödie sowie in einer Sammlung gefälschter Briefmarken, die Inverarity ihr hinterlassen hat. Ihre Recherchen gehen dabei weit in die Vergangenheit zurück, bis in die Zeit des Freiheitskampfes der Vereinigten Niederlande gegen die spanische Herrschaft. Immer wieder begegnet sie dem Namen Tristeros und dem WASTE-Code.
Tristero erscheint als historische Persönlichkeit, die das Monopol der Thurn-und-Taxis-Post brechen wollte und als Konkurrenzunternehmen eine Geheimpost gegründet hatte, die bis in die Gegenwart über verschiedene Wechselfälle und in unterschiedlichen Ausprägungen erhalten geblieben ist.
Nachdem die Protagonistin erste Hinweise auf die Bedeutung der Zeichen, des Codes sowie von Tristero gefunden hat, glaubt sie schließlich ihnen überall wiederzubegegnen und fühlt sich gleichsam wie in einer Paranoia immer stärker von ihnen verfolgt: Possibilities for paranoia become abundant (S. 165).
Sie glaubt, hinter dem ganzen System der Tristero-Post Inverarity zu erkennen, und fühlt sich von ihm beauftragt, sein Erbe weiterzuführen. So weist sie, als ein Bekannter ihr das Testament Inveraritys als einen bloßen Scherz ausreden will, eine solche Möglichkeit entschieden zurück. Sie nimmt an, auf ein Kommunikationssystem gestoßen zu sein, das auf mysteriöse Weise die gesamte Welt steuert. Dieses System entzieht sich, wie es ihr erscheint, der „Unfreiheit des öffentlichen Verkehrs“; oder sie ist aber in eine Falle geraten, die Inverarity für sie aufgestellt hat.
Oedipa stellt sich die Frage, ob sie sich das eine oder das andere bloß einbilde, kann sich jedoch für keine der Alternativen entscheiden. In ihrem Dilemma erlebt sie nur erneut die Leere, die sie vergeblich durch das Knüpfen von Mustern im Teppich zu füllen hoffte (S. 171).
Schließlich verspricht Oedipa sich von der Versteigerung der Briefmarken („lot 49“) eine letzte Aufklärung. Die Briefmarken haben einen Kaufinteressenten angezogen, der seine Identität vorerst zwar noch verbirgt, aber zu der Auktion erscheinen will. Der Roman endet mit dem Beginn des Aufgebots von lot 49; es bleibt am Ende offen, wer sich hinter dem Fremden verbirgt und welche Möglichkeiten sich der Protagonistin mit seiner Erscheinung offenbaren werden. Das vorherige Schließen der schweren Tore und Fenster des Raumes könnte allerdings möglicherweise darauf deuten, dass Oedipa mit ihrem Problem in sich selbst eingeschlossen bleibt.
Oedipa ist ihrerseits nicht bereit, sich dem „System der etablierten politischen und gesellschaftlichen Ordnung zu unterwerfen, in das sich die meisten der ihr begegnenden Personen aus Angst vor dem Unheimlichen des Tristero-Systems flüchten.“ Diese etablierte Ordnung wird von der Protagonistin als Leere empfunden, die dem Tod gleichkommt. Die Realität ist für sie nur noch in der Annahme des Tristero-Systems als Wahnvorstellung möglich, d. h. aus ihrer Sicht besteht eine für den Einzelnen sinnvolle Wirklichkeit nur noch in der Paranoia.
Wie bei V. lässt Pynchon am Ende des Romans die Frage offen, ob in Die Versteigerung von No. 49 eine Welt aus paranoider Sicht entworfen wird, oder aber, ob sein Werk eine Welt darbietet, in der zu leben, zwangsläufig zur Paranoia führt.

## Rezeption
Die Versteigerung von No. 49 ist Pynchons kürzester Roman und gilt wegen seines linearen Plots als der am wenigsten pynchoneske. Aus beiden Gründen ist es sein meistgelesener Roman.
Der Literaturwissenschaftler Heinz Ickstadt sieht in dem Roman den Versuch einer kulturpsychologischen Analyse der Vereinigten Staaten und rechnet ihn zu den bedeutendsten Werken der amerikanischen Gegenwartsliteratur.
Auch der Amerikanist Hubert Zapf schätzt The Crying of Lot 49 als einen „Klassiker“ der postmodernen amerikanischen Literatur ein, der in der Sinnsuche der Protagonistin neben der Kommunikationsproblematik vor allem die „amerikanische Religion und Geschichte“ als wesentliche Parameter thematisiert. Zapf zufolge stellt Pynchons Roman dabei „dem von den Puritanern verkündeten göttlichen Heilsplan … geschichtliche Kontingenz und menschliche Unzulänglichkeit gegenüber“.
Der renommierte britische Literaturwissenschaftler Paul Antony (Tony) Tanner bezeichnet in seiner Analyse von Pynchons Werk zudem die Suche Oedipas, der die Suche der Leser nach dem Sinn des Romans entspricht, als „Anti-Detektivroman“.
Die absichtliche Uninterpretierbarkeit dieses Romans („es sei denn, der Leser würde eine persönliche und vielleicht willkürliche Entscheidung treffen“) erinnert nach dem amerikanischen Literaturkritiker Harold Bloom an das Werk Franz Kafkas.

## Ausgaben
- The Crying of Lot 49. J. B. Lippincott & Co., Philadelphia 1966. (amerikanische Erstausgabe)
- Die Versteigerung von Nummer 49. Deutsch von Wulf Teichmann. Rowohlt, Reinbek bei Hamburg 1980, ISBN 3-518-01950-3. (deutsche Erstausgabe; alle späteren Ausgaben erschienen unter dem Titel Die Versteigerung von No. 49)

## Sekundärliteratur
- J. Kerry Grant: A Companion to The Crying of Lot 49. 2., überarbeitete Auflage. The University of Georgia Press, Athens GA 2008, ISBN 978-0-8203-3208-6.
- Patrick O’Donnell (Hrsg.): New Essays on The Crying of Lot 49. Cambridge University Press, Cambridge 1991, ISBN 978-0-521-38833-7.
- Franz Link: The Crying of Lot 49, 1966. In: Franz Link: Amerikanische Erzähler seit 1950 · Themen · Inhalte · Formen. Schöningh, Paderborn 1993, ISBN 3-506-70822-8, S. 343–345.
- Manfred Pütz: Thomas Pynchon’s “The Crying of Lot 49”: The World is a Tristero System. In: Mosaic: An Interdisciplinary Critical Journal, Vol. 7, No. 4, Literature and Ideas, Sommer 1974, S. 125–137. Veröffentlicht von der University of Manitoba.
- Steve Vine: The Entropic Sublime in Pynchon’’s The Crying of Lot 49. In: Interdisciplinary Literary Studies, Vol. 13, No. 1/2, Herbst 2011, S. 160–177. Veröffentlicht von der Penn State University Press.
- Jacob T. Watson: The Suffusion of the Televisual in “The Crying of Lot 49”. In: Style, Vol. 51, No. 2, 2017, S. 146–166. Veröffentlicht von der Penn State University Press.